# Luchtvaart in 2010
Deze pagina gaat over het luchtvaartjaar 2010.

## Gebeurtenissen

### Januari
1 januari
- Northwest Airlines gaat op in Delta Air Lines.

2 januari
- De Slowaakse politie plaatst voor trainingsdoeleiden de explosieve stof RDX in de bagage van een passagier op Luchthaven Poprad-Tatry. De bagage wordt echter niet onderschept en wordt op een vlucht van Danube Wings naar Dublin geladen. De bagage zorgt op 5 januari voor een bomalarm in Dublin waarna de eigenaar van de bagage opgepakt wordt. Nadat de Slowaakse politie bekent dat zij de stof in de bagage gestoken hebben wordt de passagier vrijgelaten.[1]

21 januari
- Een Boeing 747-400F van Cargolux waarmee Cargolux-vlucht 7933 uitgevoerd werd botst tijdens het landen op Luchthaven Luxemburg-Findel tegen een voertuig op de landingsbaan. De bestuurder raakt in shock.

24 januari
- Taban Air-vlucht 6437 uitgevoerd met een Tupolev Tu-154M stort neer tijdens de landing op Mashhad International Airport. 42 van de 170 inzittenden raken gewond.

25 januari
- Ethiopian Airlines-vlucht 409 uitgevoerd met een Boeing 737-800 stort enkele minuten na het vertrek vanaf de Internationale Luchthaven Rafik Hariri neer in de Middellandse Zee. De 90 inzittenden komen om.

29 januari
- De Soechoj PAK FA vliegt voor de eerste keer.

### Februari
8 februari
- De Boeing 747-8 vliegt voor de eerste keer.

11 februari
- Trigana Air Service-vlucht 168 uitgevoerd met een ATR 42-300F maakt een noodlanding in een rijstveld. Twee van de 56 inzittenden raken gewond.

18 februari
- In Austin (Texas) pleegt een man zelfmoord door met een gehuurde Piper Dakota in het kantoor van de Amerikaanse federale belastingdienst te vliegen. Naast de dader verliest ook een belastingambtenaar het leven.

### April
Doorheen de maand april was het Europese luchtverkeer verschillende dagen verstoord door de uitbarsting onder de Eyjafjallajökull.

4 april
- Een Fokker 100 in dienst van de MONUC stort neer tijdens de landing in Kinshasa. 32 van de 33 inzittenden komen om.[2]

8 april
- British Airways en Iberia ondertekenen een contract om te fuseren.

10 april
- Een Tupolev Tu-154 in dienst van de Poolse regering stort neer bij het Russische Smolensk. Al de 96 inzittenden komen om, onder wie de Poolse president Lech Kaczyński.

13 april
- Merpati Nusantara Airlines-vlucht 836 uitgevoerd met een Boeing 737-300 schiet door tijdens de landing op Luchthaven Rendani. 23 van de 103 inzittenden raken gewond.
- Aerounion - Aerotransporte de Carga Union-vlucht 302 uitgevoerd met een Airbus A300B4F stort neer in het Mexicaanse Monterrey vlak na het opstijgen vanaf de Internationale Luchthaven General Mariano Escobedo. De twee inzittenden van het vliegtuig komen om, hiernaast sterven drie mensen op de grond.

### Mei
12 mei
- Afriqiyah Airways-vlucht 771 uitgevoerd met een Airbus A330-200 stort neer tijdens de landing op Tripoli International Airport. 103 van de 104 inzittenden komen om.

13 mei
- Cleiton Táxi Aéreo-vlucht PT-EUJ uitgevoerd met een Embraer EMB-810C Seneca II stort neer bij het Braziliaanse Manaus.Al de 6 inzittenden komen om.

- TAM Linhas Aéreas wordt lid van Star Alliance.

15 mei
- Een Antonov An-28 van Blue Wings stort neer bij het Surinaamse Poeketi. Al de 8 inzittenden komen om.

17 mei
- Pamir Airways-vlucht 112 uitgevoerd met een Antonov An-24 stort neer bij het Afghaanse Hindoekoesj. Al de 44 inzittenden komen om.

22 mei
- Air India Express-vlucht 812 schiet door tijdens de landing op Mangalore International Airport. 158 van de 166 inzittenden komen om.

### Juni
9 juni
- Vietnam Airlines wordt lid van SkyTeam.

21 juni
- Een CASA C-212 Aviocar van Aero Service stort neer nabij het Kameroense plaatsje Djoum, de elf inzittenden komen om.

25 juni
- TAROM wordt lid van SkyTeam.

27 juni
- Een Eurocopter EC-130 van Heli Holland stort neer op de Maasvlakte bij Rotterdam.

30 juni
- Aegean Airlines wordt lid van Star Alliance.

### Juli
23 juli
- Een politiehelikopter stort neer bij het Zuid-Afrikaanse Witbank. 7 mensen komen om.

26 juli
- Een Sikorsky CH-53 Sea Stallion van de Israëlische luchtmacht stort neer in de Karpaten. De 7 inzittenden komen om.

28 juli
- Airblue-vlucht 202 uitgevoerd met een Airbus A321-200 stort neer bij de Pakistaanse hoofdstad Islamabad. Al de 152 inzittenden komen om.

### Augustus
3 augustus
- Katekavia-vlucht 9357 uitgevoerd met een Antonov An-24 stort neer bij het Russische Igarka. 11 mensen komen om.

24 augustus
- Henan Airlines-vlucht 8387 uitgevoerd met een Embraer E-190 stort neer tijdens de landing op Lindu Airport. 42 van de 96 inzittenden komen om.
- Agni Air-vlucht 101 uitgevoerd met een Let L-410 Turbolet stort neer bij het Nepalese Shikharpur. De 14 inzittenden komen om.

25 augustus
- Een Let L-410 Turbolet van Filair stort neer bij het Congolese Smolensk. 20 van de 21 inzittenden komen om.

28 augustus
- Mexicana en haar dochtermaatschappijen stoppen met het uitvoeren van vluchten.

### September
3 september
- UPS Airlines-vlucht 4 uitgevoerd met een Boeing 747-44AF stort neer vlak na het opstijgen vanaf Dubai International Airport. De twee piloten komen om.

4 september
- Een Fletcher FU24 stort neer tijdens het opstijgen vanaf de Nieuw-Zeelandse Foxgletsjer. De 9 inzittenden komen om.

13 september
- Conviasa-vlucht 2350 uitgevoerd met een ATR 42-400 stort neer kort na het opstijgen vanaf Luchthaven Manuel Carlos Piar Guayana bij het Venezolaanse Ciudad Guayana. 15 van de 51 inzittenden komen om.[3]

### Oktober
12 oktober
- Transafrik International-vlucht 662 uitgevoerd met een Lockheed L-100 Hercules stort neer 31 kilometer ten oosten van Kabul. Al de 8 inzittenden komen om.

28 oktober
- Een Eurocopter AS350 stort neer op Antarctica, de vier inzittenden komen om.

### November
4 november
- Aero Caribbean-vlucht 883 uitgevoerd met een ATR-72-212 stort neer bij het Cubaanse Guasimal. Al de 68 inzittenden komen om.
- Qantas-vlucht 32 uitgevoerd met een Airbus A380 moet een noodlanding maken op de Internationale luchthaven Changi in Singapore nadat een van de motoren van het toestel ontploft.

5 november
- Een Beechcraft 1900 in dienst van Jahangir Siddiqui Air stort neer bij het Pakistaanse Karachi. Al de 21 inzittenden komen om.

15 november
- S7 Airlines wordt lid van Oneworld.

28 november
- Sun Way-vlucht 4412 uitgevoerd met een Iljoesjin Il-76 stort kort na het opstijgen vanaf luchthaven van Jinnah neer bij het Pakistaanse Karachi.

### December
3 december
- Dagestan Airlines-vlucht 372 uitgevoerd met een Tupolev Tu-154 stort neer tijdens de landing op luchthaven Domodedovo

15 december
- Een de Havilland Canada DHC-6 Twin Otter van Tara Air stort neer tegen een berg kort na het opstijgen vanaf de Nepalese Luchthaven Lamidanda. Al de 19 inzittenden komen om.[4]

28 december
- Een Antonov An-22 van de Russische luchtmacht stort neer bij het Russische Krasny Oktaybr. De 12 inzittenden komen om.